# Hszienjang
Hszienjang (Xianyang) megyei jogú város (ti-csi-si (dijishi) 地级市) Senhszi (Shaanxi) tartományban. A Vej (Wei)-folyó északi partján fekvő város, Hszi'an (Xi'an) után a tartomány második legjelentősebb agglomerációja. A teljes közigazgatási terület (10 213 km2) 3 városi kerületre és 11 járásra osztott, ahol összesen több mint 5 millió ember él.

## Története
Hszienjang (Xianyang) írott forrásokból nyomon követhető története a Hadakozó fejedelemségek idején kezdődött, amikor az itt elhelyezkedő Csin (Qin) állam uralkodója, Hsziao (Xiao) 孝 herceg (i. e. 361 - i. e. 338), a híres legista reformer, Sang Jang (Shang Yang) kezdeményezésére i. e. 350 körül ide telepítette Csin (Qin) fővárosát.
Miután i. e. 221-ben a Csin (Qin) állam akkori királya, Jin Cseng (Yin Zheng) első ízben a történelem során egyesítette a kínai birodalmat, melynek Csin Si Huang-ti (Qin Shi Huangdi) néven első császára lett, továbbra is Hszienjang (Xianyang) maradt a főváros. Az első császár uralkodása idején, az ide telepített több tízezer arisztokrata család számára állítólag mintegy 270 palotát építtetett a fővárosba és annak környékére. A központi, császári palota, O-pang (Epang), amely a leírások szerint addig soha nem látott méretű és pompájú volt, valójában sohasem készült el. A palota és az első császár Li-hegyi sírkomplexumán összesen több mint 700 000 köz- és kényszermunkás dolgozott.
Csin Si Huang-ti (Qin Shi Huangdi) i. e. 210-ben bekövetkezett halála után, még zsarnokibb természetű fia, Csin Er Si Huang-ti (Qin Er Shi Huangdi) is innen irányította a birodalmat, és folytatta a fővárosban megkezdett építkezéseket. A császári palota azonban soha nem készült el. A második császár halálát követően, a felkelő seregek, i. e. 207 végén elfoglalták a fővárost, majd a történeti feljegyzések szerint i. e. 206 januárjában Hsziang Jü (Xiang Jü) porig égette a várost, amely három hónapon át lángolt. A négy évvel később megalakuló Han-dinasztia fővárosának alapjait innen nem messze, a mai Hszi'an (Xi'an) város területén fektették le.
A régészek az 1950-es évektől a 2000-es évek elejéig több nagyszabású régészeti feltárást végeztek a közigazgatási területen, amely során számos Csin (Qin)-kori palota maradványt, műhelyt és sírt tártak fel.
A nagy történelmi jelentőségű Hszienjang (Xianyang)ot 1983. október 5-én emelték megyei szintű városi rangra.

## Közigazgatási beosztása

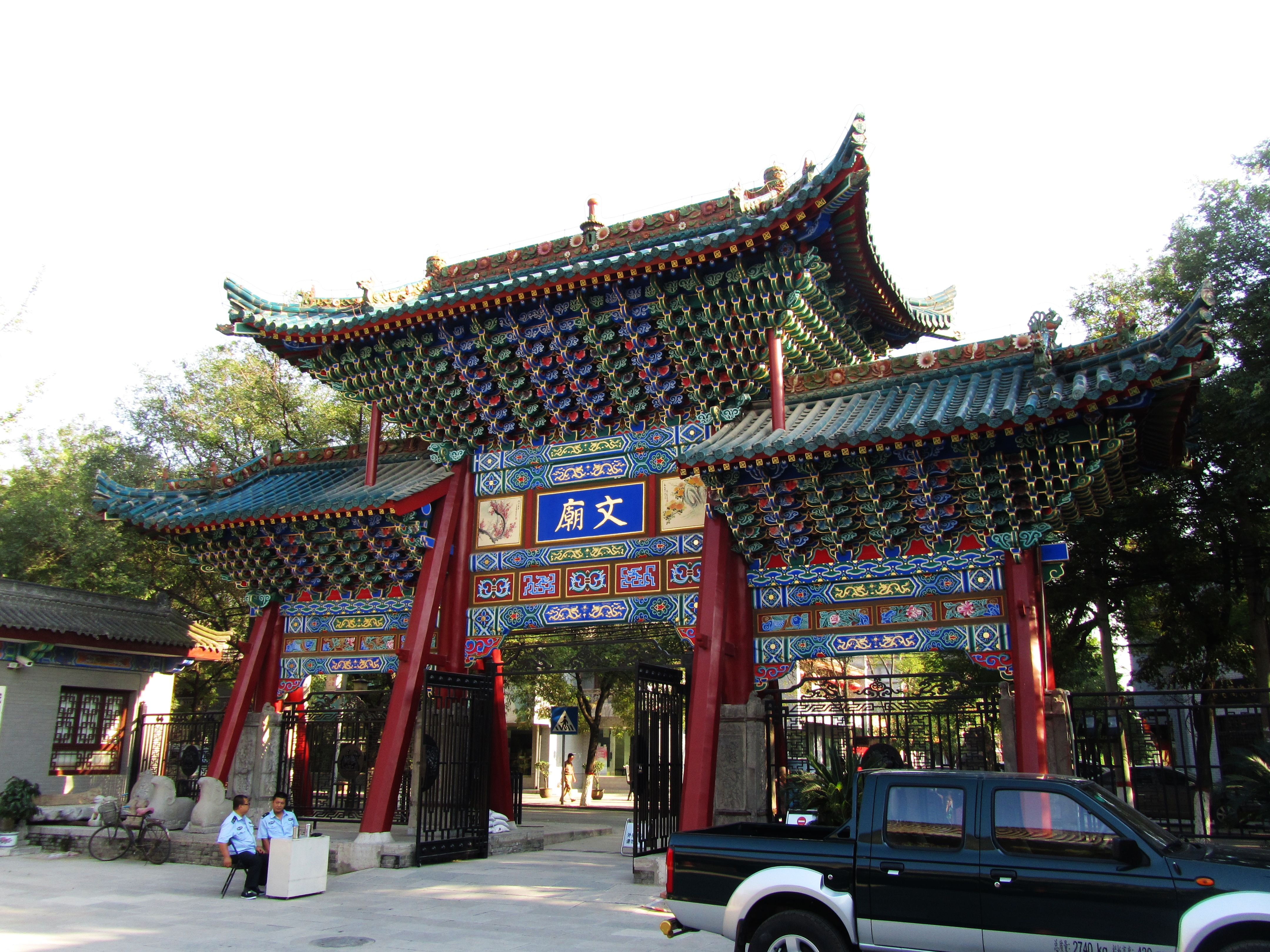
A Hszienjang (Xianyang) Városi Múzeum, az egykori Konfuciusz-templom főbejárata.

| Map | Map                         | Map     | Map             | Map                   | Map           | Map               |
| --- | --------------------------- | ------- | --------------- | --------------------- | ------------- | ----------------- |
|     |                             |         |                 |                       |               |                   |
| #   | Név                         | Kínaiul | Pinjin (Pinyin) | Népesség (2004 becs.) | Terület (km²) | Népsűrűség (/km²) |
| 1   | Vejcseng (Weicheng) körzet  | 渭城区  | Wèichéng Qū     | 400,000               | 272           | 1,471             |
| 2   | Jangling (Yangling) körzet  | 杨陵区  | Yánglíng Qū     | 140,000               | 94            | 1,489             |
| 3   | Csintu (Qindu) körzet       | 秦都区  | Qíndū Qū        | 450,000               | 251           | 1,793             |
| 4   | Hszingping (Xingping) város | 兴平市  | Xīngpíng Shì    | 560,000               | 496           | 1,129             |
| 5   | Szanjüan (Sanyuan) járás    | 三原县  | Sānyuán Xiàn    | 400,000               | 569           | 703               |
| 6   | Csingjang (Jingyang) járás  | 泾阳县  | Jīngyáng Xiàn   | 500,000               | 792           | 631               |
| 7   | Csien (Qian) járás          | 乾县    | Qián Xiàn       | 560,000               | 994           | 563               |
| 8   | Licsüan (Liquan) járás      | 礼泉县  | Lǐquán Xiàn     | 460,000               | 1,017         | 452               |
| 9   | Jungsou (Yongshou) járás    | 永寿县  | Yǒngshòu Xiàn   | 190,000               | 869           | 219               |
| 10  | Pin (Bin) járás             | 彬县    | Bīn Xiàn        | 330,000               | 1,202         | 275               |
| 11  | Csangvu (Changwu) járás     | 长武县  | Chángwǔ Xiàn    | 170,000               | 583           | 292               |
| 12  | Hszünji (Xunyi) járás       | 旬邑县  | Xúnyì Xiàn      | 270,000               | 1,697         | 159               |
| 13  | Csunhua (Chunhua) járás     | 淳化县  | Chúnhuà Xiàn    | 200,000               | 965           | 207               |
| 14  | Vukung (Wugong) járás       | 武功县  | Wǔgōng Xiàn     | 410,000               | 392           | 1,046             |

## Népesség
| 2010 | 5 096 001 |
| 2020 | 3 959 842 |

## Nevezetességei

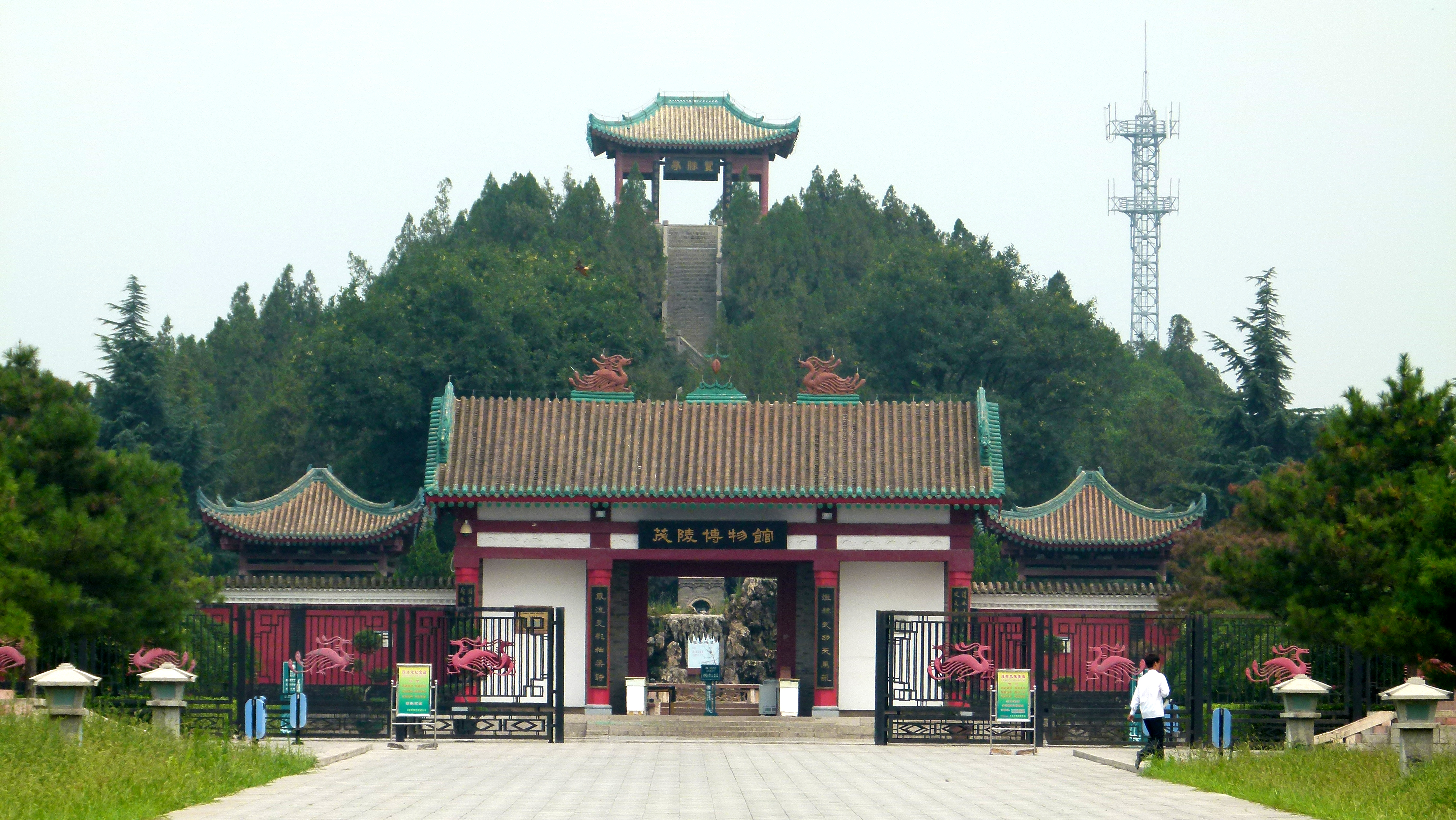
A Mao-ling (Maoling)

- A Hszienjang (Xianyang) Városi Múzeum 1962-ben alapították az eredetileg 1371-ben épített Konfuciusz-templomban. Az épület maga is műemlék. A múzeumban látható az a mintegy 3000 darabból álló cserépfigura-gyűjtemény, amely 1965-ben, a környéken feltárt Han-kori sírból került elő.[3]
- O-pang-kung (Epanggong) romjai. Mivel Csin Si Huang-ti (Qin Shi Huangdi) egykori palotája a Vej (Wei)-folyó déli partjánál épült, ezért a romok Hszi'an (Xi'an)ból jobban megközelíthetők. Ez ma a palota két csarnokának alapjait jelenti. A régészek azonban elkészítették a palota látványtervét, amely a témapark központi látványossága.[4]
- Huo Csü-ping (Huo Qubing) tábornok sírja. A Han-dinasztia uralkodójának, Vu-ti (Wudi) császár a fiatalon elhunyt, kedvenc tábornokának sírja, aki a hunok elleni harcban tüntette ki magát.[5]
- A Mao-ling (Maoling). A Han-házbeli Vu-ti (Wudi) császár (i. e. 157-87) 46 méter magas sírhantja.[6]
- Jang Kuj-fej (Yang Guifej) sírja. A Tang-házbeli Hszüan-cung (Xuanzong) császár tragikus sorsú ágyasának sírja.[7]

## Fordítás
Ez a szócikk részben vagy egészben  a(z)   咸阳市 című kínai Wikipédia-szócikk ezen változatának fordításán alapul.  Az eredeti cikk szerkesztőit annak laptörténete sorolja fel. Ez a jelzés csupán a megfogalmazás eredetét és a szerzői jogokat jelzi, nem szolgál a cikkben szereplő információk forrásmegjelöléseként.